# Raggruppamento Nazionale Repubblicano Socialista
Il Raggruppamento Nazionale Repubblicano Socialista, anche noto con l'acoronimo RNRS, è stato un'associazione nella Repubblica Sociale Italiana che faceva proprio il trinomio «Italia, Repubblica, socializzazione», slogan coniato e divulgato da Benito Mussolini nel suo discorso della riscossa, tenutosi al Teatro Lirico di Milano il 16 dicembre 1944.

## La storia
La formazione nacque nel febbraio 1945 con l'intento di "gettare un ponte" tra fascisti e antifascisti, valorizzando in particolare la Socializzazione dell'economia promessa dal Manifesto di Verona. Tra i promotori principali figuravano il filosofo Edmondo Cione e l'ex sindacalista rivoluzionario Pulvio Zocchi, in contatto con il fascista Gastone Gorrieri. Il gruppo prese contatto con lo stesso Benito Mussolini, che diede il suo assenso all'esperimento, a patto che l'associazione accettasse di muoversi all'interno del campo politico e sociale delimitato dal Duce nel suo Discorso della riscossa. Il RNRS nacque e fu tollerato dal Partito Fascista Repubblicano solo per l'intento di creare alla Repubblica di Salò una più ampia base di consenso e nel tentativo di spaccare l'unità del fronte antifascista, attraendo da questo le forze non comuniste. E forse, da come si evince dai passi compiuti da Cione verso certi settori dell'antifascismo militante, per porre le basi ad un passaggio di potere dopo il crollo della RSI. Tutto sommato il raggruppamento svolse un'attività quasi insignificante, visto che non è dato nemmeno sapere che dimensioni organizzative aveva.
Furono in contatto con il movimento socialisti come Carlo Silvestri e Concetto Pettinato ed ex sindacalisti rivoluzionari (controversa è la partecipazione di Walter Mocchi) ai quali si unirono altri nomi meno illustri.

La notizia della nascita del Raggruppamento suscitò apprensioni a Berlino, dove si temeva una possibile svolta "a sinistra" del fascismo, Mussolini durante una conversazione con l'ambasciatore tedesco Rudolf Rahn cercò di tranquillizzarlo dichiarando:
()
Sempre con l'assenso di Benito Mussolini, il Raggruppamento fu autorizzato anche alla stampa di un quotidiano politico, L'Italia del Popolo che visse vita breve e travagliata osteggiato sia dai tedeschi che dai fascisti oltranzisti che dalle forze del CLN.
Successivamente il Raggruppamento Nazionale Repubblicano Socialista assunse il nome di Partito Repubblicano Socialista Italiano, che si sciolse con la fine dell'esistenza politica della RSI.